# 上海市机动车号牌管理制度

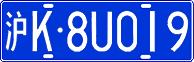
上海市小型机动车車牌（非新能源）樣式

上海市机动车号牌管理制度旨在介绍中华人民共和国上海市针对机动车车辆号牌的管理措施。
由于上海市城市规模较大，面临环境保护与交通管理的难题，为此上海市参考新加坡的拥车证政策，对非营业性客车牌照实行额度拍卖制度，同时对外地号牌机动车实行限行措施。

## 本地号牌（沪牌）管理措施

### 车牌拍卖

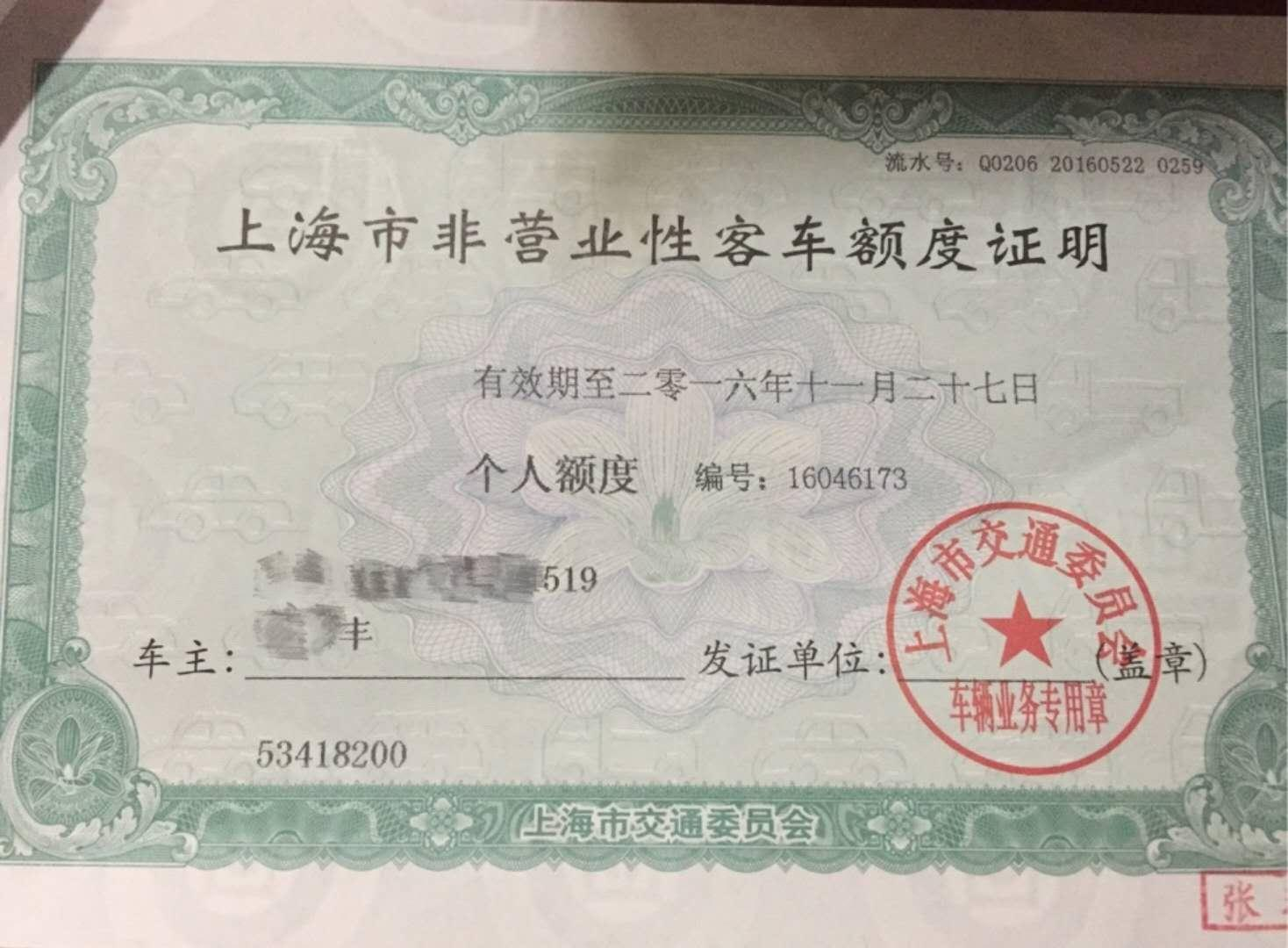
一张《上海市非营业性客车额度证明》

为遏制交通拥堵，上海市的非营业性客车牌照一般需通过每月一次的非营业性客车额度拍卖來获得。拍卖在上海国际商品拍卖有限公司的网站上举行。上海是中华人民共和国唯一只靠竞价拍卖获得非营业性客车牌照额度的城市。因沪牌中标率低、中标价格高，其额度价格也在中国大陆排名第一，被戏称为“世界上最贵的铁皮”。
上海市设有机动车额度管理联席会议制度，联席会议由市交通委、市公安局、市发展改革委、市经济信息化委、市商务委、市财政局、市人力资源社会保障局、市税务局、市市场监管局、市机管局、市政府法制办、市通信管理局等部门组成，办公室设在市交通委。

#### 相关法律规定
根据《上海市道路交通管理条例》第二十一条规定，上海对车辆号牌的发放实行总量调控；第五十三条规定，倡导先取得机动车号牌额度再购置车辆。《上海市非营业性客车额度拍卖管理规定》明确，在上海市新增的客车额度实施拍卖制度，每次拍卖的客车额度投放数量根据客车额度每年新增总量及相关情况确定。

#### 历史
1986年11月，“沪AZ0001”以10万元的价格起拍，成为第一块公开拍卖的车牌，也是中华人民共和国第一块私家车牌。
1992年7月，上海试行Z牌“吉祥号码”的拍卖。此次拍卖会总共拍卖14张号牌，其中“沪AZ0518”因“518”与“我要发”谐音，当时下海的老板迷信“吉祥数字”能带来运气，拍卖价超过了拍卖行预计的15万元的极限。最终该车牌由一名苏姓老板以30.5万拍得。当天参与竞拍的14张号牌全部成交，总金额为224.8万元人民币。而“沪AZ0518”的拍卖消息也登上了《人民日报》和《经济日报》的版面，更被美国《纽约时报》评论称“中国出现了超级富翁”。但不久后，苏老板的公司因为欠款被告上法庭，其悬挂所拍得车牌的奥迪车被查封，并再次参加拍卖以还清债务，但在第二次拍卖中流拍。之后中华人民共和国公安部下令，中国大陆禁止拍卖“吉祥数字”车牌。
1994年，上海市以“控制新增机动车总量、缓解交通拥堵”为由，参考新加坡拥车证模式，对中心城区新增私车额度通过投标拍卖的方式进行总量调控。当时采取的是不公开拍卖，在1994年至1999年累计拍卖额度仅1.1万辆，早期車牌拍賣價高者得。
1998年，上海分别实施对沪产车型、非沪产车型的私车牌照拍卖，前者2万元起拍，后者10万元起拍。这一做法也被批评为地方保护主义，湖北省也针对上海当时的做法采取反制措施，对每辆桑塔纳征收7万元的“解困基金”。这一竞争也掀起了汽车贸易大战。直至2000年，上海开始推行私车额度无底价拍卖，打破之前的地方保护政策。但进口车牌照仍有5万元的起拍门槛。同年，为拉动房地产发展，当时上海规定驾驶人在内环线外以30万元购置房产，仅需花5000元即可获得私车牌照；购买浦东新区内指定楼盘，同时购买桑塔纳或别克轿车，免费送牌；上海大众、上汽集团、宝钢等主要企业的员工购买沪产车可免费获得牌照。但上述政策在2001年10月即被叫停。
1986年至1994年，沪牌月均投放仅23张。进入21世纪，沪牌需求量形成爆发式增长，月均投放量从三位数增加到四位数，至2016年月平均参拍人数已超过16万人。
2003年3月，上海将国产车和进口车上牌额度合并拍卖，同时投标方式由纸质标书投标改为电脑投标。
2007年，沪牌拍卖价格持续攀升，平均中标价一度突破5万元。为了实现竞拍者中标，汽车经销商等会给竞拍者“建议投标价”，按此价格投标基本都能中标。2008年，政府为了遏制“建议投标价”导致的中标价攀升，改为两阶段出价，第二阶段修改价格设定了最低中标价上下300元的幅度。整个拍卖过程实现信息公开。
2013年4月20日，上海规定新牌必须上新车，二手车带牌过户一年内不得转让。2014年11月开始，上海将沪牌统一纳入拍卖平台管理，禁止私人间交易。這標誌著沪牌無法二手交易。
2014年開始，上海一次性公佈每年的車牌投放量；且為遏制牌照價格過快上漲，每月设置警示价，若出價高於警示價，則價格無效；同时將个人以及单位汽車牌照分開拍卖。
2022年上半年，上海爆发2019冠状病毒病聚集性疫情。4月7日，上海市交通委决定，客车额度证明有效期和超过有效期的委托拍卖期限在3月1日至5月31日期间到期的，相关期限统一延长至6月1日。5月15日再次延长有效期，对额度证明有效期和超过有效期的委托拍卖期限在3月1日至8月31日期间到期的，相关期限统一延长至9月1日。5月29日，上海市人民政府印发《上海市加快经济恢复和重振行动方案》，方案指出2022年内新增非营业性客车牌照额度4万个。
2024年12月30日，上海市人民政府印发修订后的《上海市非营业性客车额度拍卖管理规定》，规定参与沪牌拍卖的人员，其社会保险或个人所得税的连续缴纳期限由三年调整为一年。新规自2025年1月1日起执行。

#### 拍卖流程

##### 申请资格

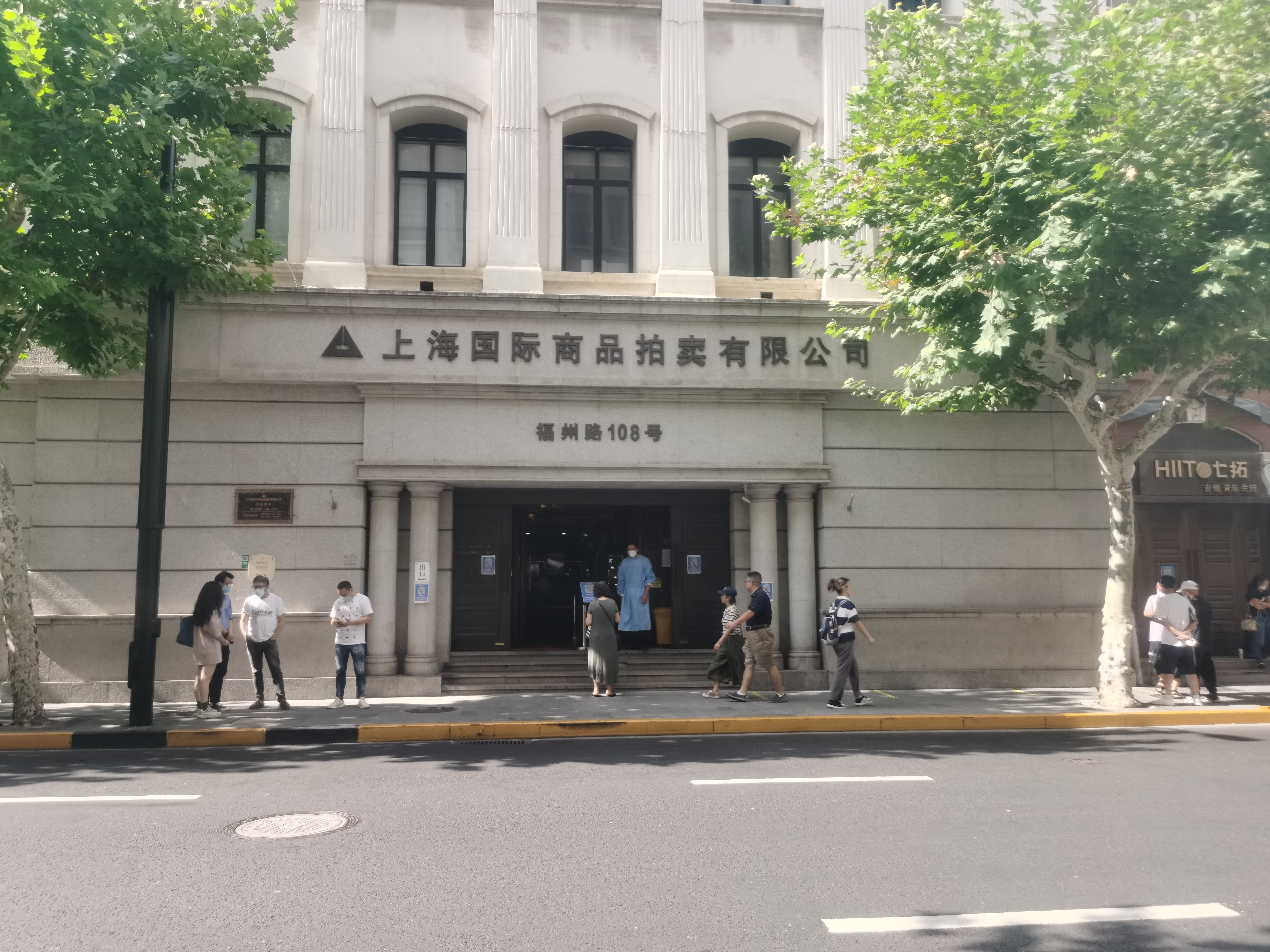
位于福州路108号的上海国拍公司总部，申请参拍的人员需到上海国拍设立的各网点申请

根据《上海市非营业性客车额度拍卖管理规定》，申请参拍沪牌的人员需要符合以下条件：
- 上海市户籍居民；或非上海户籍持有上海市居住证明的居民[註 1]，且自申请之日前已在沪连续缴纳满1年社会保险或个人所得税；
- 未持有客车额度证明或使用客车额度注册登记的机动车；
- 持有效的机动车驾驶证；
- 自申请之日前1年内不存在相关道路交通安全违法行为记录[註 2]；
- 经联席会议提出报市政府批准的其他条件。

另外在上海市注册登记的企业、外国驻沪机构等单位，以及持有效《上海市购买专项控制商品审批通知单》和登记证书的上海市机关、事业、社会团体等单位，可以以单位名义申请参加拍卖。

##### 申请与登记手续
符合条件的参拍人员可通过上海国拍设立的各网点、网站或“上海国拍”客户端提交参拍申请，并提供所需文件及填写承诺书。相关申请将送至上海市交通委行政服务中心审核，审核期间将会同公安、人力资源社会保障、税务等部门完成申请人信息核实工作。审核时限为20个工作日，服务中心会将信息核实结果告知申请人。如信息核实不通过的，可在被告知结果之日起10个工作日内，前往服务中心提出书面复核申请，复核时限为15个工作日。对提供虚假信息或作出不实承诺导致信息核实不通过的，申请人在三年内禁止参加后续拍卖。信息核实通过的可以参加拍卖，自参拍申请核实通过之日起一个月内到上海国拍设立的各网点或“上海国拍”客户端办理登记手续，并缴纳保证金及领取《拍卖密码封条》。该封条有效期半年，可参加六次额度拍卖。

##### 拍卖
上海个人车牌拍卖通常于每月第三周（或第四周）的星期六10:30-11:30举行，单位车牌拍卖通常于每月下一周的星期一14:00-15:00举行，上海国拍公司通常会提前一周公布投放额度和警示价。参拍人可通过网络拍卖平台或电话拍卖系统进行拍卖，每次参加拍卖需支付60元的手续费。拍卖出价前30分钟为“首次出价时段”，后30分钟为“修改出价时段”。拍卖成交以“价格优先、相同价格则时间优先”为原则。在拍卖中，参拍人一般采用“伏击法”的方式出价，即每场拍卖的最后一分钟预测当次拍牌的最低中标价，并提前输入价格、输入验证码完成出价。由于2015年开始拍牌人数增多，网络拍牌系统从客户端升级到网页版，以此解决系统卡顿的问题。如拍卖成交，参拍人需携带证件，到上海国拍各网点办理成交结算手续，领取《上海市非税收入一般缴款书（电子）》、《客车额度证明》。

#### 相关数据
1990年代，上海车牌拍卖的最低价格仅300多元。2000年时，上海车牌月均最低中标价为15125元；2002年12月因投标人数小于投放数量，该月车牌最低成交价仅100元。2003年时，平均成交价突破24267元；到2007年时，全年最低成交价为38500元（1月），月均成交价最低为40473元（2月）。2008年，拍卖价格出现下跌，1月拍卖出现8100元的最低成交价，平均成交价也仅为2.3万多元，较上一次拍卖下跌了3万多元，之后车牌价格回升。2011年，沪牌拍卖平均成交价突破5万元，2014-2016年间，平均成交价更是高达8万元以上。2019年后，沪牌平均成交价在9万元左右，其中2022年1月价格最低成交价达93100元，平均成交价达93190元，为历次拍卖价格最高纪录。
自2003年牌照拍卖制度改革后，为了让更多人在上海顺畅通行，参与拍卖的人数开始增加。2016年月平均投标人数超过16万人，同年5月，有超过27万人参与沪牌竞拍，创造历次拍卖纪录。2020年11月，因外牌限行新规的实施，沪牌参拍人数一度出现增加的态势，2021年1月参拍人数达到23万，年内每月参拍人数均在20万以上。2022年，沪牌参拍人数整体呈下降趋势，2023年持续下跌，12月参拍人数仅有7万人。2024年1月则仅有59991人参拍，中标率也从2023年1月的9%上升至2024年1月的20.8%。受惠于新能源汽车的免费牌照政策，沪牌竞拍市场也随着大力推广新能源汽车而产生变化。

#### 代拍服务
2014年，在上海推出新的号牌政策后，加上中标率的下降，市场上也因此出现了代拍沪牌的服务。早期有商家公开售卖外挂软件以便委托参拍人顺利中标，此后又有专门的代拍公司处理代拍事宜。2016年至2018年，由于当时拍牌需求量大，在上海国拍公司蹲守的代拍“黄牛”，每场拍卖可以接到200个以上的代拍订单。2019年后，由于拍牌人数减少，中标率提升，代拍公司生意开始趋淡，2023年的代拍门店较2019年高峰期仅剩30%。

### 其他号牌取得方式
除参加车牌拍卖外，取得上海车牌也可以通过收购摩托车号牌过户的形式取得；对于购买新能源汽车的用户可无需参加车牌拍卖，免费获得专用牌照额度。对于住所为沪C行驶范围内的居民可以办理沪C号牌，但此类号牌行驶范围有严格限制。

#### 摩托车号牌与额度转换

悬挂沪A牌照的宝马摩托车

在上海，民用摩托车号牌号段分为沪A、沪B两个无通行限制的号段和不能进入外环以内的沪C号段，其中沪A黄牌可以申请转为汽车号牌额度。2008年起，上海公安交管部门不再为摩托车办理新的登记注册手续，后续购买摩托车需要依靠销售店或黄牛办理上牌。由于摩托车号牌额度不再增加，号牌总量较少，因此二手摩托车的牌照持续飙升，2017年时价格上涨至30-40万元。而上海并未制定摩托车牌销售的定价标准和政策。
一些经济条件较好的市民因长期无法中标牌照，于是会要求黄牛收购摩托车号牌，按照“摩转汽”政策将买来的摩托车牌照过户到本人名下，之后再转为汽车号牌。2006年9月，上海市城市交通管理局公布《关于办理本市单位摩托车的实施办法》，规定党政机关、国有和集体企事业和其他单位的沪A、沪B摩托车取消更新，但可以委托拍卖其额度。

#### 沪C号牌

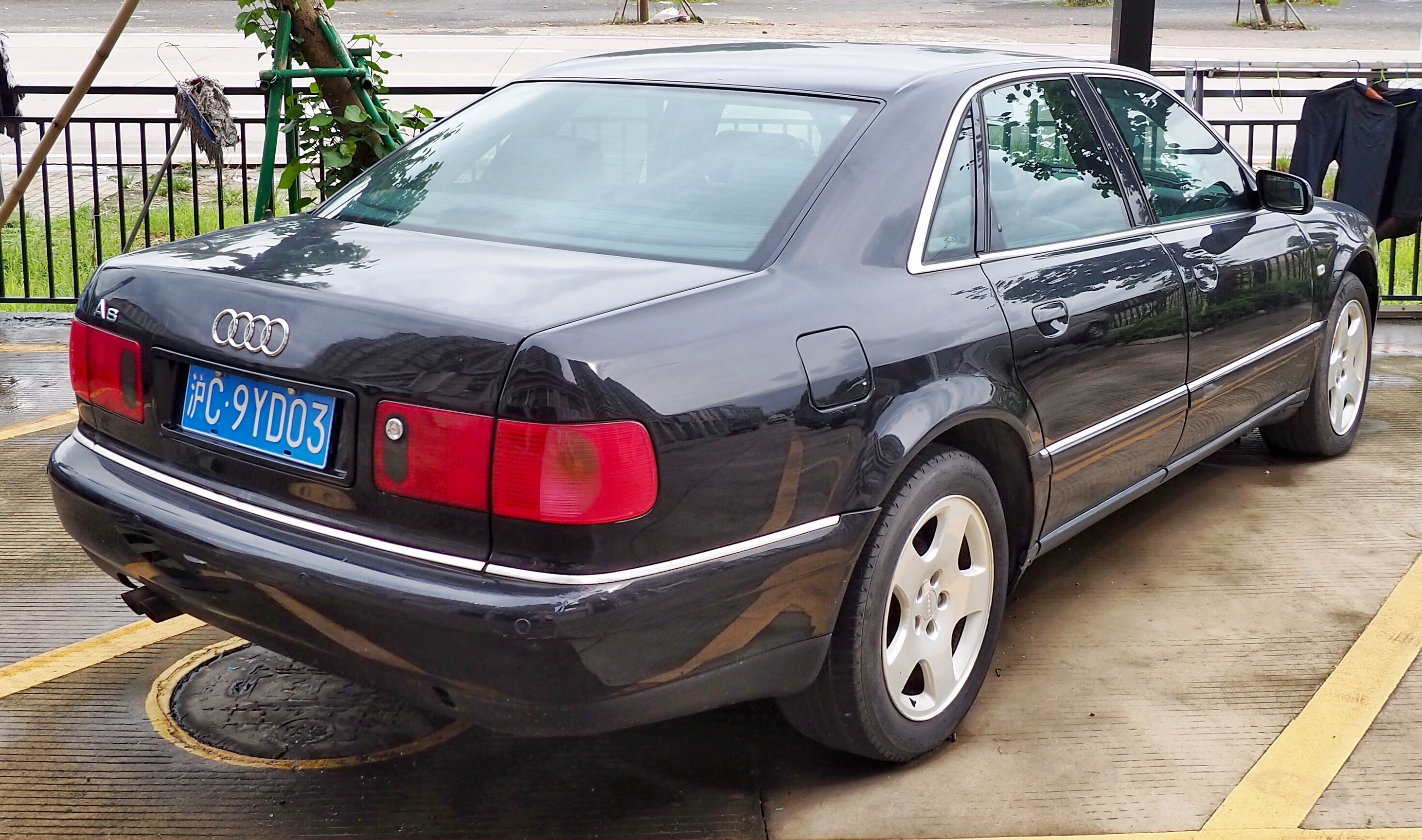
悬挂沪C牌照的奧迪A8

沪C号牌是上海市面向郊区居民发放的号牌，该类号牌无需竞拍。但悬挂沪C号牌的车辆仅可在沪C号牌行驶范围内行驶，不能驶入外环线以内的区域。

##### 申领
申领沪C号牌的人员有一定的限制。根据规定，购买新车的人员拟申领沪C号牌的，需缴纳购置税，再至上海市交通委额度审核窗口提交文件，申请人须出示载明住所为沪C行驶范围内的身份证件。
虽然沪C号牌仅限上海市所规定的行驶范围内的居民才可申领，但自2014年杭州市实行限牌政策后，当地无法摇到号的车主因无法在浙江省内周边城市上牌而选择申领外地号牌。有部分车主考虑到上海离杭州近，通过经销商工作人员代办沪C号牌，费用也较浙江省内其他城市要低。据2017年的统计，杭州城区当时保守估算至少有6万辆沪C号牌的机动车。但实际上，上述持有沪C号牌的车主并未在上海办理过居住登记，根据《机动车登记规定》的相关规定属于“以欺骗、贿赂等不正当手段取得机动车登记”的行为，其号牌将被注销，三年内不得提交后续申请。2020年，有多位杭州车主反映，其名下悬挂沪C号牌的车辆在办理年检时，被告知号牌被注销，原因是登记时提供虚假信息。2021年1月5日，杭州市公布“区域指标”“浙A区域号牌”配套措施调整方案，规定在2021年1月5日前已登记的悬挂沪C号牌，且符合国五排放标准的车辆，可以在2022年3月1日前凭区域指标转为浙A区域号牌。

##### 限行范围
沪C号牌的限行政策自1995年开始实施，最初限行范围为内环线以内地区，限行时间为每天7:00-23:00。2000年12月10日起，沪C号牌限行范围扩大至上海外环高速公路以内的区域。由于当时外环线尚未全线通车，上海市公安局暂定限行范围。
2011年9月，上海市公安局印发《本市道路禁止通行、限制通行规定》，第三条规定了悬挂沪C号牌机动车的行驶限制。根据规定，悬挂沪C号牌的机动车（不含摩托车）不能驶入以下区域：
- 中环路（杨高南路立交桥至华夏高架路）
- 华夏高架路
- 外环隧道（含两侧地面泰和路）——上海外环高速公路（外环隧道以西至杨高南路立交桥、含两侧地面泰和路、泰和西路至顾太路）——杨高南路——龙阳路立交——龙阳路——龙东大道——金桥路——金桥立交桥——杨高中路——杨高北路——杨高北一路以及长江边线、黄浦江边线所围合的上海外环高速公路区域内（含上述道路）

悬挂沪C号牌的出租车可以在上述区域内的外环线上通行，但私家车不允许在外环线上通行。
对于悬挂沪C号牌的摩托车，其限行范围与其他机动车不同。其中，悬挂沪C号牌的两轮摩托车禁止在杨浦、虹口、闸北、普陀、长宁、徐汇、黄浦、静安区，以及小陆家嘴地区、花木行政中心地区、竹园商贸地区的道路上通行；悬挂沪C号牌的轻便摩托车禁止在沿宁国南路（不含）－杨树浦路（宁国南路至宁国路段，不含）－宁国路（含）－黄兴路（含）－中山北二路（含）－中山北一路（含）－中山北路（含）－中山西路（含）－中山南二路（含）－中山南一路（含）－中山南路（含）－陆家浜路（含）－南浦大桥地面道路以及黄浦江边线所围合的区域通行。

#### 新能源号牌

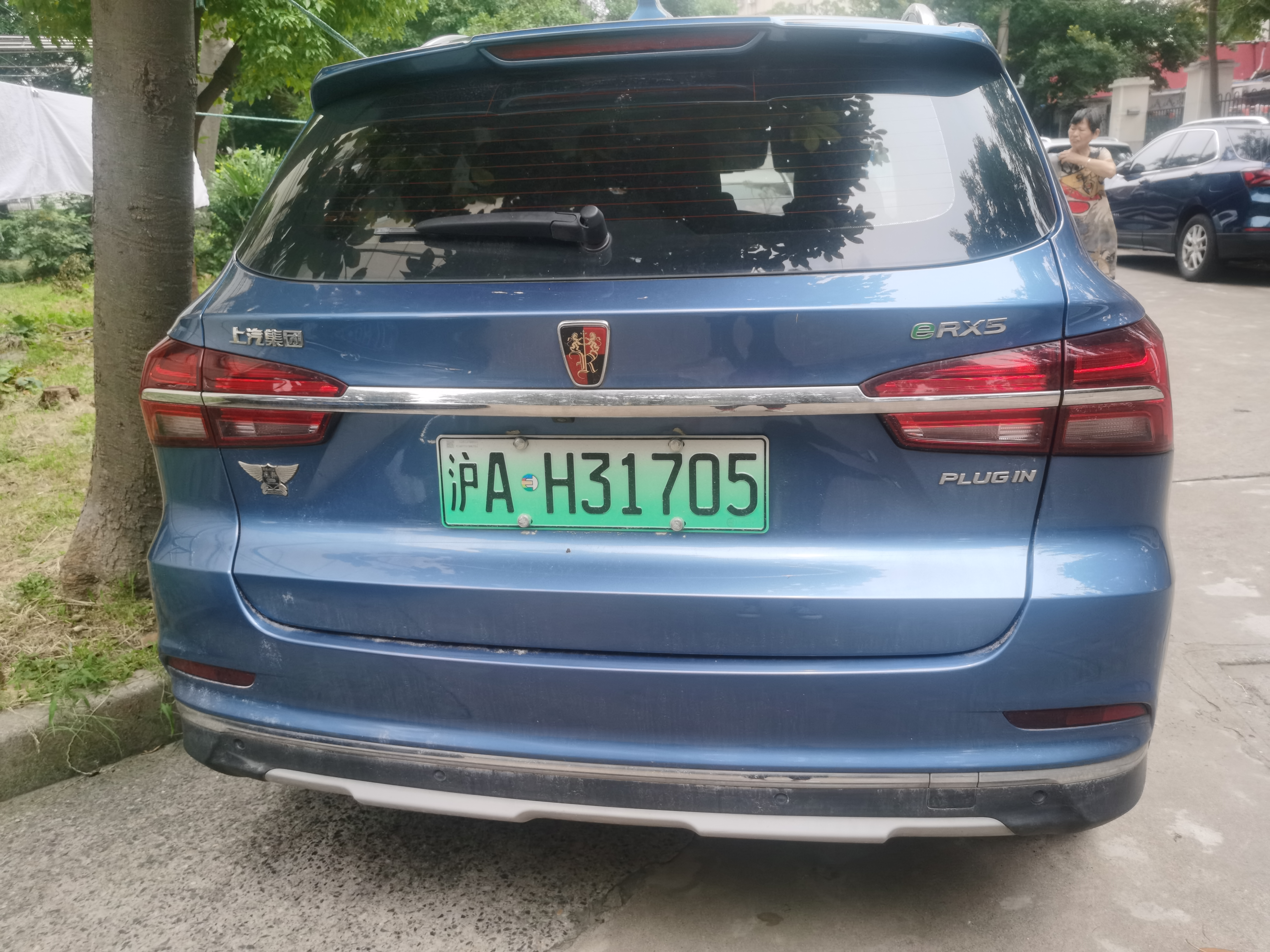
一辆悬挂新能源号牌的荣威eRX5（插电版），车牌号以H开头。自2023年1月1日起，购买插电式混合动力汽车的用户需要竞标牌照

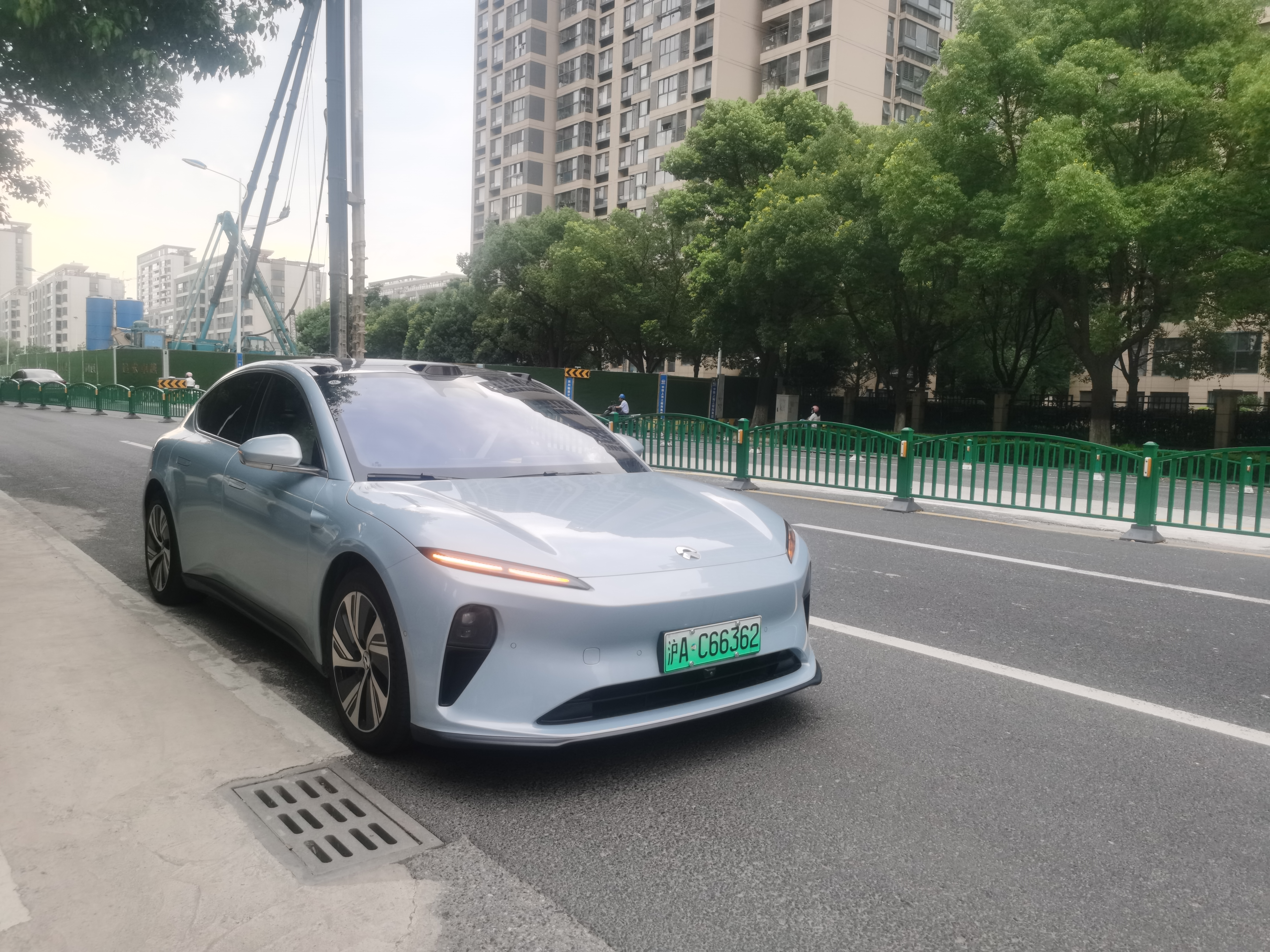
一辆悬挂新能源号牌的蔚来ET5（纯电动），车牌号以C开头

2012年12月28日，上海市人民政府印发《上海市鼓励私人购买和使用新能源汽车试点实施暂行办法》，规定为符合要求的新能源汽车免费发放专用牌照额度。根据《办法》，纯电动汽车和插电式混合动力汽车均可享受免费号牌的政策。2014年出台的办法将燃料电池汽车列入免费号牌范围。2021年2月8日，上海市公布新政策，插电式混合动力汽车发放免费号牌额度的政策持续至2022年12月31日，购买此类汽车的消费者还要求已在上海拥有一处符合智能化技术要求和安全标准的充电设施，个人名下没有非营业性客车额度证明，没有使用非营业性客车额度注册登记的机动车（不含摩托车）；2023年1月1日起，购买插电式混合动力汽车不再发放专用牌照额度。《上海市加快新能源汽车产业发展实施计划（2021—2025年）》亦提及了此规定。2023年12月15日，上海市公布2024年度新能源号牌政策。该年度的政策延续上一轮政策安排，对消费者购买纯电动汽车、燃料电池汽车继续发放免费号牌额度，但政策较之前有所收紧。其中，对持有《上海市居住证》的非上海籍内地居民，申请要求由上一轮政策所规定的申请之日前24个月内累计缴纳社会保险或者个人所得税满12个月，调整为申请之日前36个月在上海连续缴纳社会保险或者个人所得税，同时要求个人用户无上海本地注册的新能源车及燃油车（沪C号段车辆除外）。对于单位用户，则增加在上海缴纳的职工社会保险人数超过5人，或者单位自申请之日前1年在上海连续缴纳税收的要求。
在新能源汽车的免费号牌政策之下，上海的新能源汽车保有量持续增加。截至2023年末，上海新能源汽车保有量达128.8万辆，排名世界各城市第一。2023年1月-10月，上海市累计小汽车上牌量为487792辆，其中新能源254895辆，占比达到52.25%。2023年上海市取消插电混动汽车免费号牌政策后，插电混动汽车在上海的销量出现下降。

## 外地号牌车辆限行措施

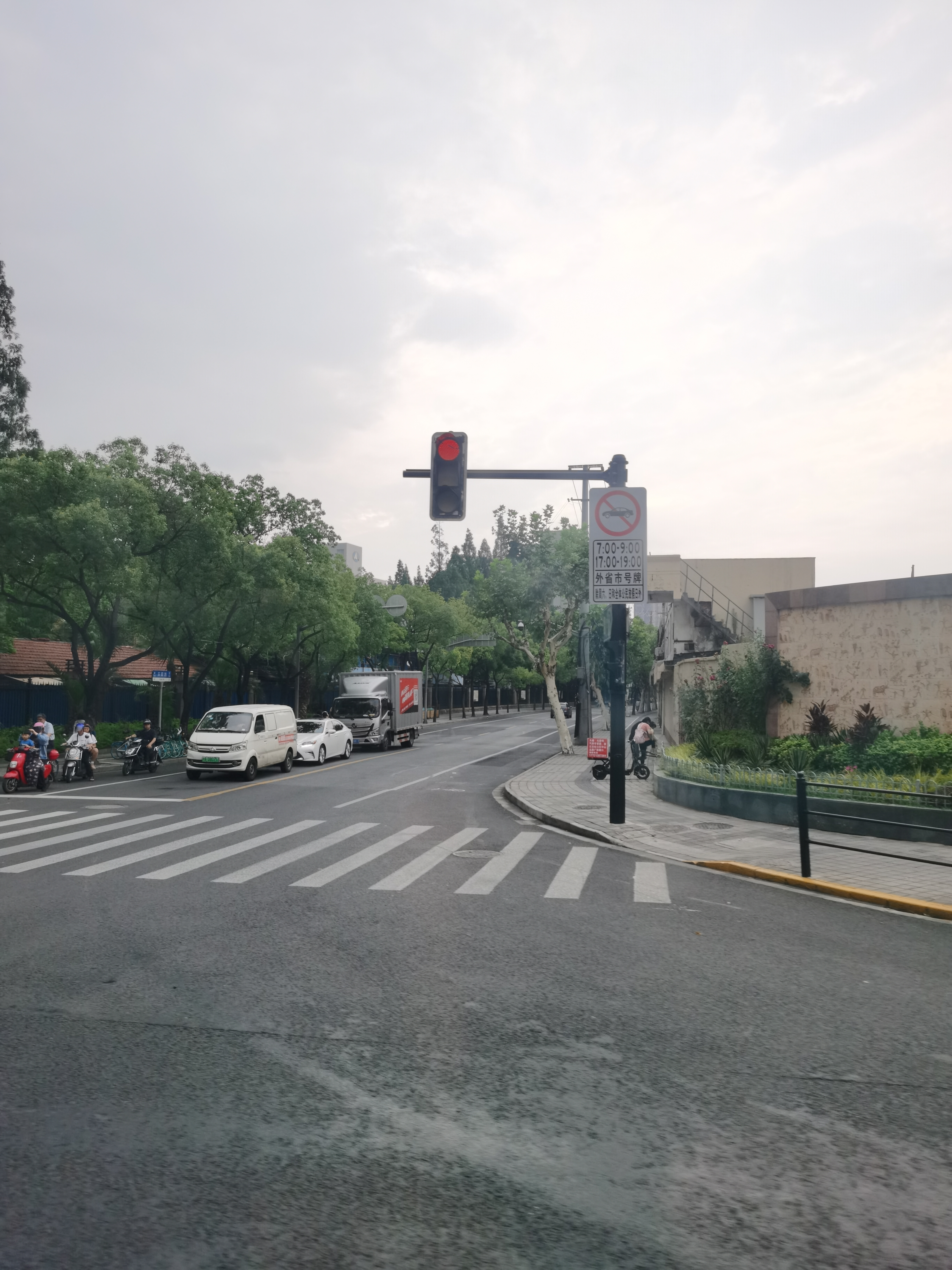
位于虹口区玉田路与中山北一路路口的禁令标志，该标志注明周一至周五早晚高峰期间禁止外地号牌小客车通行

2002年12月28日起，为缓解道路交通拥堵状况，上海市公安局交巡警总队决定对市内高架道路采取外省市号牌小客车禁止通行的措施，最初的实施时间为周一至周五7:30—9:30和16:30—18:30（早晚高峰时段，周六日及法定节假日除外）。2015年4月15日起，外牌小客车限行时段调整为7:00-10:00、16:00-19:00（即每个时段提前30分钟开始实施，延后30分钟结束实施）。2016年4月15日起，晚高峰限行时段再调整为15:00-20:00（即在原有限行时间段的基础上提前1小时开始实施，延后1小时结束实施）。
2020年11月2日起，外牌小客车高架限行时段扩大至7:00-20:00（覆盖白天时段及晚高峰），限行范围均为外环线以内的高架道路。2021年5月6日起，外牌车限行范围扩大至地面道路，周一至周五7:00-9:00、17:00-19:00沿杨浦大桥地面投影—宁国路—黄兴路—中山北二路—中山北一路—中山北路—中山西路—中山南二路—中山南一路—中山南路—南浦大桥地面投影—龙阳路—罗山路合围区域内的道路（不含上述道路），禁止悬挂外省市机动车号牌的小客车通行。
关于外地号牌车辆限行措施，上海市交通委在2015年底曾表示“限行外牌只是过渡性措施”，又指“一味限牌也与长三角一体化相悖”。

## 相关争议

### 单双号限行
为迎接2010年举行的上海世博会，上海市出台一系列环保政策，提升世博会期间空气质量。针对机动车单双号限行措施，上海市环保局局长张全在新闻通气会上表示，上海暂不考虑采取该措施，认为上海的机动车保有量远低于北京，机动车所产生的空气污染没有北京严重。另外北京奥运会时间跨度较短，而世博会举办时间则长达半年，实行限行措施有一定的难度。2010年1月18日，时任上海市常务副市长杨雄表示“不到万不得已将不实行单双号限行”。尽管征求意见时有单双号限行的预案，但为减少对日常生活和工作的影响，以及一大批工程的逐步竣工，交通状况趋于好转，单双号限行措施最终不实行。2015年2月，网络上出现外牌限行增加单双号限行的传言，上海市交通委表示此为不实信息。2016年1月29日，上海市市长杨雄在记者招待会上回应记者提问时指出，上海不考虑实施单双号限行政策，强调“治理交通拥堵要加大公共交通建设”。同年3月底，时任上海市市长杨雄在接受电台节目采访时表示，上海实行“公交优先”交通发展策略，未有考虑实行单双号限行政策。

### 以拥堵费代替车牌拍卖
2008年，有传闻称上海拟以征收交通拥堵费替代车牌拍卖制度，已中标沪牌的车主予以一定的补贴。但相关说法未得到证实。之后在2015年的上海两会上，时任上海市交通委主任孙建平表示，上海作为特大型城市，拥有密集型的人口，最终还是要以城市拥堵费取代车牌拍卖。2016年3月，时任上海市市长杨雄在接受电台节目采访时表示，上海不考虑收取拥堵费。

### 拍卖资金流向争议
2007年12月26日，上海市政府新闻发言人焦扬称，上海聚焦于实施“公交优先”的交通发展战略，但对拍卖款的具体收支未予说明。
2008年2月17日，上海市人大代表刘正东提出，建议对1994年至2007年间的私车额度拍卖收支情况全面审计，2008年起每年公布相关情况。5月，据《广州日报》报道，上海市政府当时没有公布车牌拍卖资金流向的具体细节。一个笼统的说法是，2007年拍卖款为94.2亿元，其中39亿元用于上海中环线工程建设，36亿元用于轨道交通建设，专户余额为16.9亿元，但这一说法被认为过于含糊，且根据历年媒体的相关报道情况进行不完全统计。当年1月的上海两会期间，有数位代表提交了关于公开车辆额度拍卖款使用情况的书面意见，但有关拍卖资金流向的质疑和意见却没有任何回应。有公开评论认为，上海车牌拍卖收支情况缺乏公开透明和有效监督。2009年7月4日，上海市首次对外公布拍牌收支情况。资料显示，1994-2008年上海私牌拍卖收入155.5亿元，支出138.6亿元。但律师俞智渊认为，统计表“从时间和内容上都比较粗糙”，尤其是1994年-2000年的支出项仅有“用于道路交通装备设施”。2010年5月，俞智渊申请向上海市政府公开2004年5月1日至2009年12月31日车牌拍卖所得的具体数据。但无论是其收到的《告知书》以及《行政复议决定书》均指出信息不予公开，2010年11月23日的法庭审理上两位政府应诉代表在涉及到“上海市政府作出的对拍卖款每一笔支出的批准文件”为“机密”。
2013年7月，上海公布2011－2012年车牌拍卖收入使用管理情况。报告说，该两年内上海车牌拍卖收入118.12亿元，支出107.89亿元，2012年末累计结余46.06亿元。支出主要用于轨道交通建设、公交购车补贴、公交优惠换乘补贴、老年人免费乘车补贴和公交基础设施建设和维护。
2015年2月，上海市政府网站发布《上海市非营业性客车额度拍卖收入收缴和使用管理办法》。根据《办法》，拍卖收入应及时缴入市级国库管理。

### 合法性争议
2004年5月1日，《中华人民共和国道路交通安全法》实施。根据该法第九条，申请机动车登记应提交五种证明，条款中未提及拍卖牌照。自此，上海车牌拍卖的合法性引发争议。5月24日，时任商务部部长助理黄海公开表示，上海车牌拍卖“违反了《道路交通安全法》”，成为政策实施后受到的最为明确的批评，令合法性讨论公开化、沸腾化。律师杨小欣认为，车牌拍卖“剥夺了上海居民依据国家立法规定的条件申领号牌的权利”，破坏了国家立法应当具有的内在统一性，违反国家关于鼓励汽车消费以及税费全国统一的政策。7月7日，上海市政府法制办主任徐强表示，经请示全国人大、国务院等部门，上海车牌拍卖符合《道路交通安全法》的相关规定，“属于合法”，并表示采取一定的特殊交通管理措施是正当的。
2010年6月24日，律师斯伟江申请公开私牌拍卖的法律依据，之后在7月15日收到政府《告知书》，称法律依据有《道路交通安全法》《拍卖法》。斯伟江表示不服，提起行政复议。据斯伟江10月25日收到的《行政复议决定书》，维持了《告知书》内容。斯伟江仍不服，向上海二中院提起诉讼。12月29日，俞志渊在法庭上说，政府《行政复议决定书》“答复敷衍了事”，依法应予撤销，强调《告知书》中提及的两部法律中没有上海车牌拍卖法律依据的信息。但事实上，《道路交通安全法》并未提到机动车登记有额度限制和须进行竞价拍卖；《拍卖法》则规定拍卖标的应是拍卖人所有的财产，而车牌不属于上海市政府的财产，而是一种行政许可；如果是国有资产，也应由专业评估部门对其进行估价后方可拍卖。不过出庭应诉的上海市政府法制办的代表回应说法律程序和依据正确妥当，故请求法庭驳回原告的诉讼请求。

### 系统流畅性
上海国拍的拍牌系统曾遭到民众批评。在2015年6月国拍更新拍牌系统后，举行了模拟拍卖会，但在最后的出价环节出现系统卡机的现象。实际上参与此次“模拟拍卖”的拍牌者仅69452人，与正式参拍人数差距甚远。有网民对此表示不满，在微信公众号发布了《国拍，你让上海蒙羞》的文章，吸引大量网民浏览。之后的《上海国拍老总一年应该引咎辞职12回》的文章也引发了网民关注。上海市交通委社会宣传处副处长曾表示，拍卖系统“并不存在问题”，强调异常流量可能是系统卡机的主要原因。

## 相关案件

### 系统攻击案
2009年7月18日11时10分左右，该月车牌拍卖因网络原因被国拍公司宣布取消，并退还每名参拍者所支付的100元参拍费。但该通告没有解释取消的具体原因，亦无致歉声明。一名已出价的参拍者在网络论坛上发帖，号召参拍者联合维权，要求已出价的应视为有效，出不了价的找拍卖行索赔。上海国拍公司负责人表示，此次拍卖所有出价均宣布无效，该月度的拍卖亦延期至7月26日进行。上海公安机关经过分析后确认，车牌拍卖期间有明确针对拍卖系统的拒绝服务攻击行为。8月9日，警方在安亭一民宅内抓获浙江籍男子周雄峰，到案后他表示，他于5月购买了一辆轿车，计划中标一张沪牌。但他觉得沪牌价格高昂，为达到低价拍牌之目的，他通过网络找到好友王永峰，让其协助非法控制电脑。周通过网络下载了“darkshell”程序后，生成了一个木马病毒软件客户端文件发送给王永峰。王将其伪装成BT下载种子上传到下载网站，之后周于7月18日10时55分操纵该程序的控制端，向被控制的5000余台计算机发出拒绝服务攻击，导致车牌拍卖系统崩溃，拍卖活动被迫取消。2010年9月20日，周雄峰因犯破坏计算机信息系统罪，被嘉定区人民法院一审判处有期徒刑2年。

### 内鬼车牌案
2005年1月至2014年3月，原上海市某国税局两名科员与黄牛，通过在车辆购置税完税证明上偷盖真章或涂改、拼接等多种手段，骗取私车额度，导致5000张“内鬼车牌”在上海交通网络正常流通，非法获取利益高达2.2亿元。由于税务、车管部门之间没有信息联网，因此在近十年的时间里，税务部门、额度审核管理部门及车管部门均未发现问题。该案在处理时，相关部门未有披露案情，直至2015年6月的审判阶段才由旁听的媒体记者曝光。有关部门也从未公开追究相关官员的监管责任，对于“内鬼车牌”是否依法予以撤销也未有具体说法。此案也暴露出沪牌在拍牌和上牌过程中的诸多漏洞。。2015年11月16日，上海市第一中级人民法院一审裁定，11名被告人构成诈骗罪，另有一名被告人又构成敲诈勒索罪。最终，法院对11名被告人分别判处无期徒刑到有期徒刑5年不等、并处没收个人全部财产或不同数额罚金的刑罚；被告人的违法所得予以追缴，不足部分责令退赔。

### 华政学生诉国拍案
2014年12月，四名华东政法大学国际法学院学生在参加“公益诉讼”大赛时发现车牌竞拍中收取的100元手续费“缺乏法律依据”，于是向黄浦区人民法院提起诉讼，认为手续费违背《拍卖法》有关佣金条款的规定，且无定价依据；并且认为国拍与参拍市民处于不平等的地位，相关条款违背提示义务，有损公平性，属于无效格式条款。2016年6月30日，黄浦区人民法院作出一审宣判，驳回原告肖某的全部诉讼请求。法庭上，国拍公司表示，手续费除了用于发放标书、系统维护，还要对拍牌记录进行数据分析，且依据《中介服务收费管理办法》《价格法》的规定，按照市场调节价收取。原告主张“价格不公平、不合理”缺乏充分证据支持，故法院驳回诉讼请求。

## 外部連結
- 上海市非营业性客车额度拍卖（页面存档备份，存于）